# Kościół Południowych Indii
Kościół Południowych Indii (ang. Church of South India) – największa spośród protestanckich denominacji w Indiach. Powstała w 1947 roku, w wyniku zjednoczenia Kościoła Anglikańskiego, Kościoła Metodystycznego, Kościoła Kongregacjonalnego i Kościoła Prezbiteriańskiego. W 2010 roku liczyła w Indiach 4,38 mln wiernych w 15,3 tys. kościołach.